# バスティアンとバスティエンヌ
『バスティアンとバスティエンヌ』 (Bastien und Bastienne) K.50(46b) は、ヴォルフガング・アマデウス・モーツァルトが作曲した1幕からなるオペラ、もしくはジングシュピールである。しばしば「牧歌劇」と分類される。

## 概要
1767年の8月にザルツブルクで作曲が始められ、ウィーン旅行中の9月頃に完成したとされる。一説ではザルツブルクからウィーンへ向かう折に、すでに多くのナンバーが作曲されていたとも考えられる。作曲の経緯、初演の状況については不明であるが、コンスタンツェの夫となった伝記作家ニッセンの記述によると初演は1768年の10月頃にウィーンの医師フランツ・アントン・メスメルの邸宅で行われている。後に1769年にザルツブルクで再演されている。
台本はジャン＝ジャック・ルソーのオペラ（または幕間劇）『村の占い師』に基づき、アルニー・ド・ゲルヴィル（Harny de Guerville）とジュスティヌ・ファヴァール夫妻（Marie-Justine Benoite Favart）の共作によるパロディ劇『バスティアンとバスティエンヌの恋（Les Amours de Bastien et Bastienne ）』を、フリードリヒ・ヴィルヘルム・ヴァイスケルンとヨハン・ミュラーがドイツ語に翻訳をしたもの。なお、ヨハン・アンドレアス・シャハトナーが台本の改作を行い、その際レチタティーヴォのテキストを作っている。
自筆譜には「1768年。12歳の折に」と父レオポルトによって書かれている。

## 楽器編成
- 木管楽器:フルート2（第11曲のみ）、オーボエ2、ファゴット（任意）
- 金管楽器:ホルン2
- 弦楽器:ヴァイオリン2部、ヴィオラ、チェロ、バス（任意）
- その他:通奏低音（チェンバロかチェロ）

## 登場人物
| 人物名         | 声域     | 役                               |
| -------------- | -------- | -------------------------------- |
| バスティエンヌ | ソプラノ | 羊飼いの娘                       |
| バスティアン   | テノール | バスティエンヌの恋人             |
| コラ           | バス     | いかさまの魔法使い、または占い師 |

## 演奏時間
全1幕で約40分（台詞込み）。

## 構成
序曲と全16曲で構成されている。舞台は17世紀頃のコルシカ島内、バスティアの村。
- 序曲 (アレグロ,ト長調)
- 第1曲 アリア「あの人は私を見限ったみたい」(Mein liebster Freund hat mich verlassen)
- 第2曲 アリア「これから私は牧場に行くの」(Ich geh jetzt auf die Weide)
- 第3曲 前奏
- 第4曲 アリア「優しい女の子が私に聞くとは」(Befraget mich ein zartes Kind)
- 第5曲 アリア「いつかバスティアンがふざけて」(Wenn mein Bastien einst im Scherze)
- 第6曲 アリア「私はね、その辺の女とは違って」(Wurd ich auch)
- 第7曲 二重唱「私の今の忠告を」(Auf den Rat, den ich gegeben)
- 第8曲 アリア「厚くお礼を申し上げます」(Grossen Dank dir abzustatten)
- 第9曲 アリア「そう、作り話をしています」(Geh! du sagst mir eine Fabel)
- 第10曲 アリア「ディッギ、ダッギ、シューリ、ムーリ」(Diggi, daggi, schurry, murry)
- 第11曲 アリア「あの人の美しい頬を」(Meiner Liebsten schöne Wangen)
- 第12曲 アリア「あの人はまもなく現れる」(Er war mir sonst treu)
- 第13曲 アリア「行けよ、行け行け！、君が強情張るなら」(Geh hin!)
- 第14曲 レチタティーヴォ「僕が悲しめばますます君は意地を張る」(Dein Trotz vermehrt sich)
- 第15曲 二重唱「行って！行って！、よそ者さん」(Geh! Herz von Flandern!)
- 第16曲 三重唱「お二人さん、ご覧雨や嵐のあとは」(Kinder! Seht, nach Strum und Regen)

## 参考資料
- 『作曲家別名曲解説ライブラリー14 モーツァルト』（音楽之友社）
- 『モーツァルト名盤大全』（音楽之友社）
- モーツァルト:『ドイツ語オペラ集』（レオポルト・ハーガー指揮、ザルツブルク・モーツァルテウム管弦楽団、他）のブックレット

他